# 可微函数
可微分函数（英語：differentiable function）在微积分学中是指那些在定义域中所有点都存在导数的函数。可微函数的图像在定义域内的每一点上必存在非垂直切线。因此，可微函数的图像是相对光滑的，没有间断点、尖点或任何有垂直切线的点。
一般来说，若X0是函数f定义域上的一点，且f′(X0)有定义，则称f在X0点可微。这就是说f的图像在(X0, f(X0))点有非垂直切线，且该点不是间断点、尖点。

## 可微性与连续性

魏尔斯特拉斯函数连续，但在任一点都不可微

若f在X0点可微，则f在该点必连续。特别的，所有可微函数在其定义域内任一点必连续。逆命题则不成立：一个连续函数未必可微。比如，一个有折点、尖点或垂直切线的函数可能是连续的，但在异常点不可微。
实践中运用的函数大多在所有点可微，或几乎处处可微。但斯特凡·巴拿赫声称可微函数在所有函数构成的集合中却是少数。这表示可微函数在连续函数中不具代表性。人们发现的第一个处处连续但处处不可微的函数是魏尔斯特拉斯函数。

## 连续可微的分类

一个可微函数的图像

函数f是连续可微（continuously differentiable），如果导数f'(x)存在且是连续函数。可微函數f(x)之導數f'(x)不可能有跳躍不連續點，但可能有本性不連續點。例如考慮以下函數f(x)：
{\displaystyle f(x)\;=\;{\begin{cases}x^{2}\sin(1/x)&{\text{if }}x\neq 0\\0&{\text{if }}x=0\end{cases}}}
此函數在x=0處可微，可照定義求出f'(0)：
{\displaystyle f'(0)=\lim _{\epsilon \to 0}\left({\frac {\epsilon ^{2}\sin(1/\epsilon )-0}{\epsilon }}\right)=0,}
但對x≠0，
{\displaystyle f'(x)=2x\sin(1/x)-\cos(1/x)}
當x趨近於0時，f'(x)的極限並不存在。
连续可微函数被称作{\displaystyle C^{1}}函数。一个函数称作'{\displaystyle C^{2}}函数如果函数的一阶、二阶导数存在且连续。更一般的，一个函数称作{\displaystyle C^{k}}函数如果前k阶导数f′(x), f″(x), ..., f(k)(x) 都存在且连续。如果对于所有正整数n，f(n)存在，这个函数被称为光滑函数或称{\displaystyle C^{\infty }}函数。

## 多元函数的可微性
如果一个函数的所有偏导数在某点的邻域内存在且连续，那么该函数在该点可微，而且是class C1。(这是可微的一个充分不必要条件)
形式上，一个多元实值函数 f: Rm → Rn在点x0处可微，如果存在线性映射J: Rm → Rn满足
{\displaystyle \lim _{\mathbf {h} \to \mathbf {0} }{\frac {\|\mathbf {f} (\mathbf {x_{0}} +\mathbf {h} )-\mathbf {f} (\mathbf {x_{0}} )-\mathbf {J} \mathbf {(h)} \|_{\mathbf {R} ^{n}}}{\|\mathbf {h} \|_{\mathbf {R} ^{m}}}}=0.}
注意，偏导数（甚至所有方向導數）都存在并不能保证函数在该点可微，考慮以下函數f: R2 → R：
{\displaystyle f(x,y)={\begin{cases}x&{\text{if }}y\neq x^{2}\\0&{\text{if }}y=x^{2}\end{cases}}}
此函數在(0, 0)並不可微，但其所有偏導數及方向導數在該點皆存在。以下是一個連續的例子：
{\displaystyle f(x,y)={\begin{cases}y^{3}/(x^{2}+y^{2})&{\text{if }}(x,y)\neq (0,0)\\0&{\text{if }}(x,y)=(0,0)\end{cases}}}
此函數在(0, 0)並不可微，但其所有偏導數及方向導數在該點皆存在。

## 複變函數的可微性
在複分析中，任何在某點附近可微的複變函數被稱為全純函數，這類函數也將會是無限可微，甚至是解析函数。